# Ernst Liebermann
Ernst Liebermann (n. 9 mai 1869, Langemüß din Mieningen – d. 11 februarie 1960, Beuerberg (Eurasburg), Bavaria Superioară) a fost un pictor, grafician și ilustrator german.
Liebermann a urmat cursurile Academiei de Arte din Berlin în perioada 1890 - 1898, avându-l ca profesor pe Josef Scheurenberg. A făcut călătorii de studii în Germania, Italia și Paris. A pictat la Langemüß și din anul 1897 la München, unde a realizat și ilustrații de carte. A ilustrat în anul 1904, cartea fraților Grimm, Prințul Broască (The Frog Prince), în stilul Art Nouveau și o serie de cărți ale editorului Josef Scholz. A ilustrat antologia Kindersang - Heimatklang apărută în anul 1907. În anul 1925, a realizat ilustrații color la cartea Der Wolkenkonig a lui Albert Sixtus.
Ernst Liebermann a creat numeroase litografii cu peisaje urbane și rurale, iar mai târziu s-a dedicat picturii. A făcut portrete impresioniste, nuduri și peisaje în brunuri de impact romantic. A realizat picturi monumentale pe plafoanele din Kirchheim, lângă Erfurt. Opera lui Liebermann este una reprezentativă și nudurile lui reflectau conceptul naționalist socialist al artei. A participaat la marile expoziții de artă germană din Casa de Artă din München. La finalul celui de al doilea război mondial, Hitler l-a trecut în lista Gottbegnadeten ca fiind cel mai important pictor german.
Sporadic, Ernst Liebermann a lucrat la revista Jugend din München. A fost membru al juriului și primul secretar al federației de artiști din Bavaria. A fost președintele Asociației Artiștilor și membru al Luitpoldgruppe din München.
Ca membru al Deutscher Kunstlerbund, Liebermann a participat constant cu lucrări la galeriile Glaspalast și a primit în anul 1913 a doua medalie de aur. Picturile sale se găsesc astăzi la Städtische Galerie Rosenheim și în alte muzee.